# Confinement
Als Confinement (englisch für ‚Einschluss‘) bezeichnet man in der Teilchenphysik das Phänomen, dass Teilchen mit Farbladung nicht isoliert vorkommen. So kommen Quarks und Gluonen nur in Bindungszuständen vor und können prinzipiell nicht als freie Teilchen gemessen werden.
Eine vollständige theoretische Beschreibung dieses experimentellen Befundes steht noch aus.

## Experimentelle Befunde
In der Natur und in Experimenten konnten bisher nur farbneutrale Objekte, d. h. Mesonen (Quark-Antiquark-Paare) oder Baryonen (Drei-Quark-Zustände) beobachtet werden. Quarks und Gluonen kommen also nur „eingesperrt“ (engl. confined) in diesen Zuständen und nicht frei vor. Versuche, mit hohen Energien die Quarks zu „trennen“, bewirkten eine spontane Paarbildung von Quarks und Antiquarks. Man nimmt an, dass  sich Gluonen zu Glueballs zusammenfinden können, das sind messbare Bindungszustände ohne Valenzquarks.

## Theoretischer Hintergrund
Im Rahmen der Quantenchromodynamik (Quantenfeldtheorie der starken Wechselwirkung) steht das Confinement im Zusammenhang mit der Farbladung der Quarks und Gluonen: Farbladungen kommen in drei Arten vor, und zu jeder Farbladung gibt es eine entgegengesetzte Antifarbladung. Wenn ein Teilchen insgesamt eine Einheit einer Farbladung und eine Einheit der entsprechenden Antifarbladung enthält, ist es farbladungsneutral. Genauso ist ein Teilchen, in dem jede der drei Farbladungen (oder jede der drei Antifarbladungen) in gleicher Stärke vorkommt, farbladungsneutral. Allgemeiner formuliert, bedeutet Confinement: „In der Natur kommen nur farbneutrale Objekte vor.“ Die Nicht-Existenz der (unweigerlich farbgeladenen) freien einzelnen Quarks, sogenannter Stromquarks, ist somit ein Spezialfall dieser allgemeineren Formulierung. Sie hat auch zur Konsequenz, dass die starke Wechselwirkung nur eine sehr kurze Reichweite hat, da nach außen hin keine Farbladung „sichtbar“ ist.
Mit Computersimulationen kann man zeigen, dass sich zwischen zwei statischen Quarks (Paarerzeugung wird unterdrückt) ein Potential ausbildet, das mit dem Abstand linear zunimmt. Das lineare Potential führt zu einer mit wachsendem Abstand konstant bleibenden Kraft, im Gegensatz zu z. B. Gravitation und Elektromagnetismus, deren Kraft mit zunehmendem Abstand quadratisch abnimmt. Dieses lineare Potential wird damit erklärt, dass sich auf Grund der Farbladung die Gluonen zu einem Strang verbinden, dessen Energie mit der Länge wächst. Ein farbgeladenes Teilchen vom Rest zu trennen würde daher extrem hohe Energie erfordern. Eine Trennung der Quarks von den Gluonen ist daher nur unter bestimmten Bedingungen und für sehr kurze Zeit möglich. In der Realität wächst die Energie natürlich nicht ins Unendliche an. Ab einer gewissen Energie (also einem gewissen Abstand zwischen den Quarks) können neue Quark-Antiquark-Paare entstehen, die sich mit den vorherigen zu neuen farblosen Zuständen binden. Dieser Effekt wird als „String-Breaking“ bezeichnet.
Die genauen Mechanismen, wie der Strang gebildet wird, hängen mit der Wechselwirkung der Gluonen untereinander und ihrer  Wechselwirkung mit Vakuumfluktuationen zusammen und sind Gegenstand aktueller Forschung. Es gibt verschiedene Szenarien, wie sich dieser Strang bilden kann. Ein einheitliches Bild hat sich noch nicht durchgesetzt.
Ein vollständiges Verständnis des Confinement erfordert die Entwicklung geeigneter Methoden, um innerhalb der Quantenchromodynamik Vielkörperprobleme zu lösen.

## Andere Verwendung des Begriffs „Confinement“
Ein Potentialtopf wird häufig als quantenmechanisches Confinement bezeichnet (Lokalisierung).